# 1 E5 s
Za primerjavo različnih redov velikosti za različna časovna obdobja je na tej strani nekaj dogodkov, ki trajajo med 105 in 106 sekundami (27,8 ur in 11,6 dni).
- krajši časi
- 100.000 sekund = 27,8 ur
- 28,58 ur -- razpolovna doba erbija-160
- 3 dni -- razpolovna doba fermija-253
- 5 dni -- en delovni teden
- 5,591 dni  -- razpolovna doba mangana-52
- 7 dni -- en teden
- 9,25 dni -- razpolovna doba tulija-167
- 10 dni -- trajanje novega tedna (décade) po francoskem revolucionarnem koledarju
- 1 milijon sekund = 11,6 dni
- daljši časi